# Ирска на Светском првенству у атлетици у дворани 2018.
Ирска је на 17. Светском првенству у атлетици у дворани 2018. одржаном у Бирмингему од 1. до 4. марта учествовала седаманести пут, односно учествовала је на свим првенствима до данас. Репрезентацију Ирске представљало је 5 такмичара (1 мушкарац и 4 жене) који су се такмичили у 4 дисциплине (1 мушка и 3 женске).,
На овом првенству такмичари Ирске нису освојили ниједну медаљу нити су остварили неки резултат.

## Учесници
| Мушкарци: - Бен Рејнолдс — 60 м препоне | Жене: - Ејми Фостер — 60 м - Кјара Невиле — 60 м - Фил Хили — 400 м - Ciara Mageean — 1.500 м |  |

## Резултати

### Мушкарци
| Атлетичар    | Дисциплина   | Лични рекорд | Квалификације | Квалификације | Полуфинале           | Полуфинале           | Финале               | Финале       | Детаљи |
| Атлетичар    | Дисциплина   | Лични рекорд | Резултат      | Место         | Резултат             | Место                | Резултат             | Место        | Детаљи |
| ------------ | ------------ | ------------ | ------------- | ------------- | -------------------- | -------------------- | -------------------- | ------------ | ------ |
| Бен Рејнолдс | 60 м препоне | 7,73         | 7,89 (.883)   | 7. у гр. 2    | Није се квалификовао | Није се квалификовао | Није се квалификовао | 29 / 37 (38) |        |

### Жене
| Атлетичарка   | Дисциплина | Лични рекорд | Квалификације   | Квалификације | Полуфинале            | Полуфинале            | Финале                | Финале       | Детаљи |
| Атлетичарка   | Дисциплина | Лични рекорд | Резултат        | Место         | Резултат              | Место                 | Резултат              | Место        | Детаљи |
| ------------- | ---------- | ------------ | --------------- | ------------- | --------------------- | --------------------- | --------------------- | ------------ | ------ |
| Ејми Фостер   | 60 м       | 7,27 НР      | 7,35 (.342)     | 5. у гр. 2    | Нису се квалификовале | Нису се квалификовале | Нису се квалификовале | 28 / 47      |        |
| Кјара Невиле  | 60 м       | 7,30         | 7,47            | 7. у гр. 1    | Нису се квалификовале | Нису се квалификовале | Нису се квалификовале | 37 / 47      |        |
| Фил Хили      | 400 м      | 52,08        | 52,75 (.750) кв | 3. у гр. 5    | 53,26                 | 3. у гр. 3            | Нису се квалификовале | 12 / 31 (34) |        |
| Ciara Mageean | 1.500 м    | 4:08,66 НР   | 4:16,84         | 7. у гр. 3    |                       |                       | Нису се квалификовале | 18 / 25 (26) |        |